# Piper huigranum
Piper huigranum är en pepparväxtart som beskrevs av Trel. & Yunck.. Piper huigranum ingår i släktet Piper och familjen pepparväxter. Inga underarter finns listade i Catalogue of Life.